# Acantharctia latifasciata
Acantharctia latifasciata là một loài bướm đêm thuộc phân họ Arctiinae, họ Erebidae.